# ひずみ
ひずみ（英: Strain）は、連続体力学における物体の変形状態を表す尺度であり、物体の基準（初期）状態の単位長さあたりに物体内の物質点がどれだけ変位するかを示す。

## 概要
物体の一般的な変形は、変形後の物質点の位置x が基準位置X の関数であるとしてx = F (X ) で表される。この変形に対して、例えば、ひずみは以下のように定義される。
{\displaystyle {\boldsymbol {\varepsilon }}\doteq {\cfrac {\partial }{\partial {\boldsymbol {X}}}}\left({\boldsymbol {x}}-{\boldsymbol {X}}\right)={\cfrac {\partial {\boldsymbol {F}}}{\partial {\boldsymbol {X}}}}-{\boldsymbol {1}}}
したがって、ひずみは無次元の物理量である。ひずみは、変形がどの程度与えられたかを表している。
ひずみは応力と同様に、垂直成分とせん断成分に分解することができる。物体において、部材軸方向に沿った変形を表すのが垂直ひずみ、部材軸と垂直な方向の変形を表すのがせん断ひずみである 。
物体の長さが増加している場合、垂直ひずみは引張ひずみと呼ばれるが、逆に減少している場合、圧縮ひずみと呼ばれる。

## 定義
ひずみの大きさに応じて、変形の解析は3つの理論に分類される。
微小ひずみ理論（小ひずみ理論、小変形理論、小変位理論、小変位勾配理論）
ひずみと回転の両方が小さい場合において適用される。この場合、物体の変形前と変形後の状態が同じであるとみなすことができる。これは、コンクリートや銅のように弾性挙動を示す材料において用いられる。
有限ひずみ理論（大ひずみ理論、大変形理論）
任意の大きさの回転とひずみの両方による変形において適用される。この場合、連続体の変形前と変形後の状態が大きく異なっており、それらを明確に区別する必要がある。また、変位とひずみの関係は非線形となる。これは一般に、エラストマーや塑性変形材料、その他流体、生体軟組織などにおいて用いられる。
大変位理論、大回転理論
ひずみは小さいが、回転と変位が大きい場合において適用される。
それぞれの理論において、ひずみの定義が異なっている。工学ひずみは微小変形の場合に用いられ、機械工学や構造力学などで利用される材料に適用されている最も一般的な定義である。一方、エラストマーやポリマーなど、工学ひずみが1%を超えるような大きな変形を条件とする材料においては、ストレッチや対数ひずみ、グリーンひずみ、アルマンジひずみといった、より複雑なひずみの定義が必要となる。

### 微小ひずみ理論

#### 垂直ひずみ

2次元微小矩形材料要素の変形

フックの法則に従う等方性材料は、垂直応力により垂直ひずみが生じる。
面積が dx × dy の2次元微小矩形材料要素を考える。これは変形後にひし形になる。図より、
{\displaystyle \mathrm {length} (AB)=dx,\,}
{\displaystyle {\begin{aligned}\mathrm {length} (ab)&={\sqrt {\left(dx+{\frac {\partial u_{x}}{\partial x}}dx\right)^{2}+\left({\frac {\partial u_{y}}{\partial x}}dx\right)^{2}}}\\&=dx~{\sqrt {1+2{\frac {\partial u_{x}}{\partial x}}+\left({\frac {\partial u_{x}}{\partial x}}\right)^{2}+\left({\frac {\partial u_{y}}{\partial x}}\right)^{2}}}\\\end{aligned}}\,\!}
変位勾配が微小であることを仮定すると、導関数の2乗の項は無視できる。
{\displaystyle \mathrm {length} (ab)\approx dx+{\frac {\partial u_{x}}{\partial x}}dx}
矩形要素のx軸方向垂直ひずみは、以下の式で定義される。
{\displaystyle \varepsilon _{x}={\frac {\text{extension}}{\text{original length}}}={\frac {\mathrm {length} (ab)-\mathrm {length} (AB)}{\mathrm {length} (AB)}}={\frac {\partial u_{x}}{\partial x}}}
同様に、y軸方向、z軸方向の垂直ひずみは、以下のようになる。
{\displaystyle \varepsilon _{y}={\frac {\partial u_{y}}{\partial y}},\quad \varepsilon _{z}={\frac {\partial u_{z}}{\partial z}}\,\!}

#### せん断ひずみ
せん断ひずみは、 {\displaystyle {\overline {AC}}\,\!} と  {\displaystyle {\overline {AB}}\,\!} の間の角度の変化である。
図より、以下の式を得る。
{\displaystyle \gamma _{xy}=\alpha +\beta \,\!}
{\displaystyle {\begin{aligned}\tan \alpha &={\frac {{\tfrac {\partial u_{y}}{\partial x}}dx}{dx+{\tfrac {\partial u_{x}}{\partial x}}dx}}={\frac {\tfrac {\partial u_{y}}{\partial x}}{1+{\tfrac {\partial u_{x}}{\partial x}}}}\\\tan \beta &={\frac {{\tfrac {\partial u_{x}}{\partial y}}dy}{dy+{\tfrac {\partial u_{y}}{\partial y}}dy}}={\frac {\tfrac {\partial u_{x}}{\partial y}}{1+{\tfrac {\partial u_{y}}{\partial y}}}}\end{aligned}}}
変位勾配が小さいと仮定すると、以下のようになる。
{\displaystyle {\cfrac {\partial u_{x}}{\partial x}}\ll 1~;~~{\cfrac {\partial u_{y}}{\partial y}}\ll 1}
さらに回転も小さいとすると、αとβが 1 より非常に小さいので、
{\displaystyle \tan \alpha \approx \alpha ,~\tan \beta \approx \beta \,\!} となる。
{\displaystyle \alpha \approx {\cfrac {\partial u_{y}}{\partial x}}~;~~\beta \approx {\cfrac {\partial u_{x}}{\partial y}}}
{\displaystyle \gamma _{xy}=\alpha +\beta ={\frac {\partial u_{y}}{\partial x}}+{\frac {\partial u_{x}}{\partial y}}\,\!}
x , y , ux , uy の交換によって、γxy = γyx が示される。同様に、yz平面、zx平面について、次式が得られる。
{\displaystyle \gamma _{yz}=\gamma _{zy}={\frac {\partial u_{y}}{\partial z}}+{\frac {\partial u_{z}}{\partial y}},\quad \gamma _{zx}=\gamma _{xz}={\frac {\partial u_{z}}{\partial x}}+{\frac {\partial u_{x}}{\partial z}}\,\!}
微小ひずみテンソルのせん断ひずみ成分は、次のように記述できる。
{\displaystyle {\underline {\underline {\boldsymbol {\varepsilon }}}}=\left[{\begin{matrix}\varepsilon _{xx}&\varepsilon _{xy}&\varepsilon _{xz}\\\varepsilon _{yx}&\varepsilon _{yy}&\varepsilon _{yz}\\\varepsilon _{zx}&\varepsilon _{zy}&\varepsilon _{zz}\\\end{matrix}}\right]=\left[{\begin{matrix}\varepsilon _{xx}&\gamma _{xy}/2&\gamma _{xz}/2\\\gamma _{yx}/2&\varepsilon _{yy}&\gamma _{yz}/2\\\gamma _{zx}/2&\gamma _{zy}/2&\varepsilon _{zz}\\\end{matrix}}\right]\,\!}

### 工学ひずみ
工学ひずみ、またはコーシーひずみは、荷重を加えたことによる物体の初期状態に対する総変形の比として表現される。部材軸方向荷重による工学垂直ひずみe は、物体の初期状態における長さL に対する、長さの変化量として記述される。垂直ひずみは、引張荷重の場合は正となり、圧縮荷重の場合は負となる。
{\displaystyle \ e={\frac {\Delta L}{L}}={\frac {\ell -L}{L}}}
ここで{\displaystyle \ \ell } は変形後の物体の長さである。

### ストレッチ
ストレッチ、または延伸比は、特異線要素における垂直ひずみの測度であり、線要素の変形後の長さ {\displaystyle \ \ell } と変形前の長さL の比で定義される。
{\displaystyle \ \lambda ={\frac {\ell }{L}}}
ストレッチは、次式によって工学ひずみと関連づけられる。
{\displaystyle \ e={\frac {\ell -L}{L}}=\lambda -1}
ストレッチλ = 1 の時、垂直ひずみe = 0 になり、変形は生じない。
ストレッチは、3から4のストレッチを与えても降伏しないエラストマーのように、大きな変形を示す材料の解析に用いられる。一方、コンクリートや鋼などは、低いストレッチで降伏する。

### 対数ひずみ
対数ひずみは、自然ひずみ、真ひずみ、ヘンキーひずみとも呼ばれる。以下のひずみ増分を考える。
{\displaystyle \ \delta \varepsilon ={\frac {\delta \ell }{\ell }}}
対数ひずみは、このひずみ増分を積分することによって得られる。
{\displaystyle \ {\begin{aligned}\int \delta \varepsilon &=\int _{L}^{\ell }{\frac {\delta \ell }{\ell }}\\\varepsilon &=\ln \left({\frac {\ell }{L}}\right)=\ln \lambda \\&=\ln(1+e)\\&=e-e^{2}/2+e^{3}/3-\cdots \\\end{aligned}}}
ここで e は工学ひずみである。対数ひずみは、ひずみ経路の影響を考慮して、増分変形の連続で生じた最終的なひずみを表す。

### 有限ひずみ理論
グリーンひずみ
グリーンひずみ、またはグリーン・ラグランジュひずみは、基準長さに対する変形の度合いを表し、以下のように定義される。
{\displaystyle \ \varepsilon _{G}={\frac {1}{2}}\left({\frac {\ell ^{2}-L^{2}}{L^{2}}}\right)={\frac {1}{2}}(\lambda ^{2}-1)}
アルマンジひずみ
アルマンジひずみ、またはオイラー・アルマンジひずみは、変形後の長さに対する変形の度合いを表し、以下のように定義される。
{\displaystyle \ \varepsilon _{E}={\frac {1}{2}}\left({\frac {\ell ^{2}-L^{2}}{\ell ^{2}}}\right)={\frac {1}{2}}\left(1-{\frac {1}{\lambda ^{2}}}\right)}
3次元におけるこれらのひずみの定義は変形勾配を参照のこと。

## 地震におけるひずみ
岩盤（プレート）が変形すること、またはその大きさをひずみという。地下の岩盤の一部においてもプレート運動の影響で応力が発生しており、これによりひずみが蓄積されて岩盤の耐力の限界に達すると、地震が発生する。

## 適合条件式
ひずみテンソルは2階の対称テンソルであるため自由度が6であるが、元々の変数である変位の自由度は3であるから、ひずみ成分の間にはある関係が存在する。この関係式を適合条件式（equation of compatibility）という。
{\displaystyle {\begin{aligned}&2{\frac {\partial ^{2}\epsilon _{12}}{\partial x_{1}\partial x_{2}}}-{\frac {\partial ^{2}\epsilon _{11}}{\partial x_{2}^{2}}}-{\frac {\partial ^{2}\epsilon _{22}}{\partial x_{1}^{2}}}=0\\&2{\frac {\partial ^{2}\epsilon _{23}}{\partial x_{1}\partial x_{2}}}-{\frac {\partial ^{2}\epsilon _{22}}{\partial x_{3}^{2}}}-{\frac {\partial ^{2}\epsilon _{33}}{\partial x_{2}^{2}}}=0\\&2{\frac {\partial ^{2}\epsilon _{31}}{\partial x_{1}\partial x_{2}}}-{\frac {\partial ^{2}\epsilon _{33}}{\partial x_{1}^{2}}}-{\frac {\partial ^{2}\epsilon _{11}}{\partial x_{3}^{2}}}=0\\&{\frac {\partial }{\partial x_{1}}}\left(-{\frac {\partial \epsilon _{23}}{\partial x_{1}}}+{\frac {\partial \epsilon _{31}}{\partial x_{2}}}+{\frac {\partial \epsilon _{12}}{\partial x_{3}}}\right)-{\frac {\partial ^{2}\epsilon _{11}}{\partial x_{2}\partial x_{3}}}=0\\&{\frac {\partial }{\partial x_{2}}}\left({\frac {\partial \epsilon _{23}}{\partial x_{1}}}-{\frac {\partial \epsilon _{31}}{\partial x_{2}}}+{\frac {\partial \epsilon _{12}}{\partial x_{3}}}\right)-{\frac {\partial ^{2}\epsilon _{22}}{\partial x_{3}\partial x_{1}}}=0\\&{\frac {\partial }{\partial x_{3}}}\left({\frac {\partial \epsilon _{23}}{\partial x_{1}}}+{\frac {\partial \epsilon _{31}}{\partial x_{2}}}-{\frac {\partial \epsilon _{12}}{\partial x_{3}}}\right)-{\frac {\partial ^{2}\epsilon _{33}}{\partial x_{1}\partial x_{2}}}=0\end{aligned}}}
あるいはまとめて
{\displaystyle \epsilon _{ij,kl}+\epsilon _{kl,ij}-\epsilon _{jk,li}-\epsilon _{li,jk}=0\quad (i,j,k,l=1,2,3)}
とも表記される。
ひずみが適合条件式を満たし、変位場u が変位規定境界∂Ru における境界条件
{\displaystyle {\boldsymbol {u}}={\boldsymbol {u}}^{a},\quad {\text{at}}\;\partial R_{u}}
を満たすとき、その変位場u を運動学的に許容な場という。
ひずみ場が適合条件式を満たすことと、それがある変位場の対称微分として表されることは同値であり、これはポアンカレの補題に基づく結果である。